# Eupago Porto Open 2025
Die Eupago Porto Open 2025 waren ein Tennisturnier der WTA Challenger Series 2025 für Damen und ein Tennisturnier der ATP Challenger Tour 2025 für Herren in Porto. Das Turnier der Damen fand in der Woche vom 14. bis 20. Juli 2025 statt, während das Turnier der Herren vom 28. Juli bis 3. August 2025 ausgetragen wurde.

## Damenturnier
→ Qualifikation: Eupago Porto Open 2025/Damen/Qualifikation